# High flying
High flying er en form for wrestling, hvor rebene om kamppladsen benyttes meget. Det er mest de små wrestlere, som mestrer de store dyk og flotte manøvrer fra top reb, men også enkelte af de store wrestlere kan kaste sig selv rundt i fantastiske manøvrer.
Kendte "high flyers" er Rey Mysterio, Billy Kidman, Shannon Moore, Eddie Guerrero, Blitzkrieg, Juventud Guerrera, Psicosis Og Jeff Hardy
| Sport | Spire Denne artikel om sport er en spire som bør udbygges. Du er velkommen til at hjælpe Wikipedia ved at udvide den. |